# Dương Kinh (phường)
Phường Dương Kinh là một phường thuộc thành phố Hải Phòng. 

## Địa lý
Phường Dương Kinh có vị trí địa lý:
- Phía bắc giáp các phường Hưng Đạo và phường Hải An.
- Phía nam giáp phường Đồ Sơn và phường Nam Đồ Sơn.
- Phía đông giáp xã Kiến Minh và xã Kiến Hải.
- Phía tây giáp vịnh Bắc Bộ.

## Lịch sử
Địa giới phường Dương Kinh trước kia thuộc quận Dương Kinh, thành phố Hải Phòng.
Ngày 16 tháng 6 năm 2025, Ủy ban Thường vụ Quốc hội bàn hành Nghị quyết sắp xếp các đơn vị hành chính cấp xã thuộc thành phố Hải Phòng năm 2025. Theo đó, sắp xếp toàn bộ diện tích tự nhiên, quy mô dân số của phường Hòa Nghĩa, một phần diện tích tự nhiên, quy mô dân số của phường Tân Thành, phường Anh Dũng và phường Hải Thành thành phường mới có tên gọi là phường Dương Kinh.
Căn cứ theo đề án sắp xếp đơn vị hành chính cấp xã của thành phố Hải Phòng năm 2025, phường Dương Kinh được thành lập từ:
- Toàn bộ diện tích tự nhiên là 11,23 km² và quy mô dân số là 15.311 người của phường Hòa Nghĩa;
- Một phần diện tích tự nhiên là 10,48 km² và quy mô dân số là 5.545 người của phường Tân Thành;
- Một phần diện tích tự nhiên là 4,44 km² và quy mô dân số là 4.796 người của phường Hải Thành;
- Một phần diện tích tự nhiên là 1,81 km² và quy mô dân số là 1.687 người của phường Anh Dũng.

Phường Dương Kinh có diện tích tự nhiên là 27,96 km2 (đạt 508,36% so với quy định), quy mô dân số là 27.339 người (đạt 60,75% so với quy định).
Về tên gọi, phường Dương Kinh kế thừa tên gọi của quận Dương Kinh trước kia.